# Xuân Tây
Xuân Tây là một xã thuộc huyện Cẩm Mỹ, tỉnh Đồng Nai, Việt Nam.
Xã Xuân Tây có diện tích 52,99 km², dân số năm 2014 là 20.018 người, mật độ dân số đạt 378 người/km².

## Hành chính
Xã Xuân Tây được chia thành 12 ấp: 1, 2, 3, 4, 5, 6, 7, 8, 9, 10, 11, 12.